# 1025년

## 연호
- 북송(北宋) 천성(天聖) 3년
- 요(遼) 태평(太平) 5년
- 일본(日本) 만주(万寿) 2년
- 리 왕조(李朝) 투언티엔(順天) 16년

## 기년
- 북송(北宋) 인종(仁宗) 3년
- 요(遼) 성종(聖宗) 44년
- 고려(高麗) 현종(顯宗) 16년
- 리 왕조(李朝) 태조(太祖) 16년